# Gerald Huber

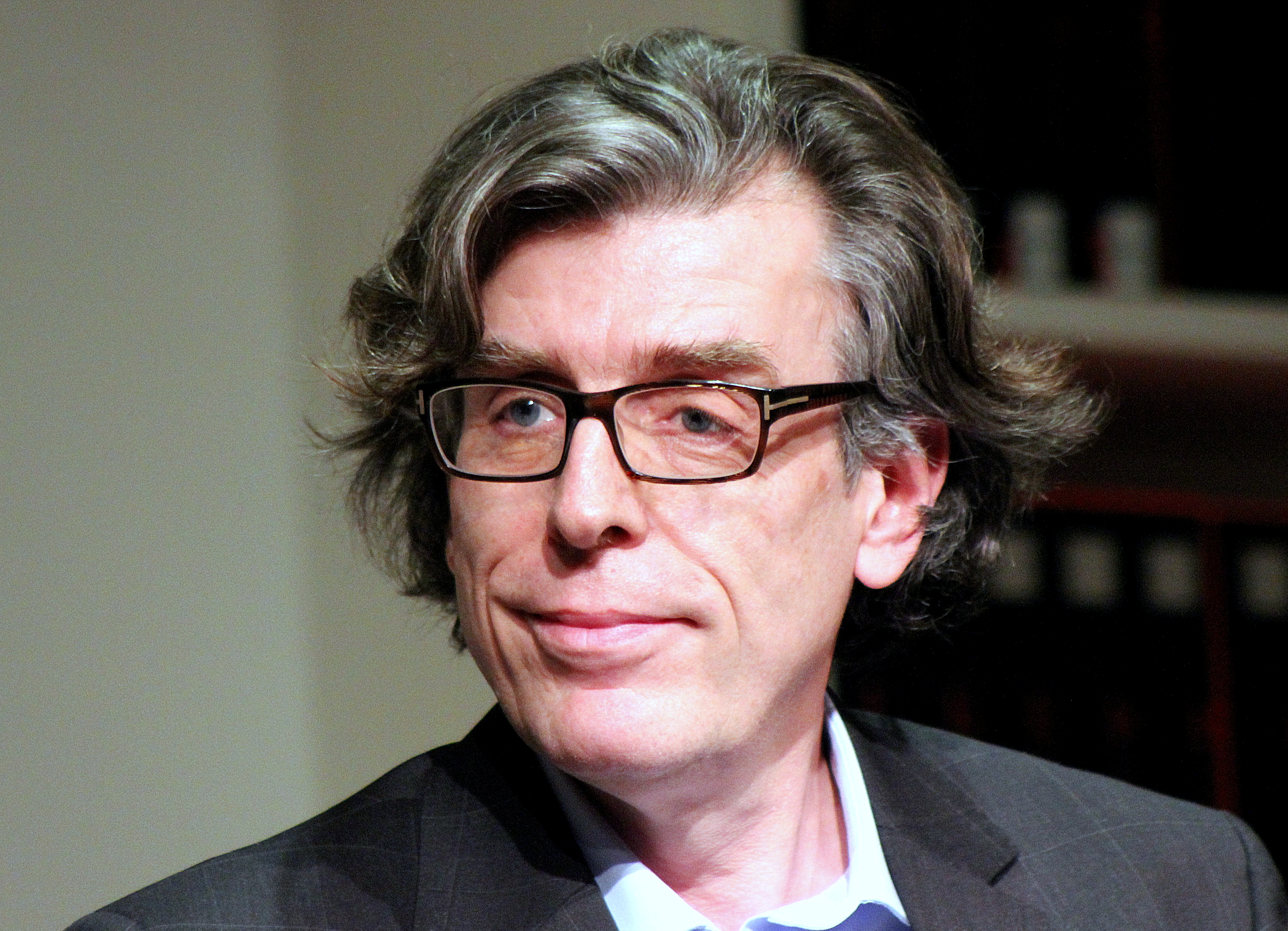
Gerald Huber

Gerald Nikolaus Huber (* 13. Juni 1962 in Landshut) ist ein bayerischer Journalist, Historiker und Schriftsteller.

## Leben
Gerald Huber wuchs in Landshut auf. Nach dem Abitur am Hans-Carossa-Gymnasium studierte er ab 1981 Geschichte und Germanistik an der Universität Regensburg und der Universität München und schloss mit der Magisterprüfung ab. Seit 1987 ist er Mitarbeiter des Bayerischen Rundfunks. Von 1994 bis 2007 war er Korrespondent in der Region Ingolstadt. Seit 2007 betreut er die Sendereihe Zeit für Bayern auf Bayern 2. Huber ist verheiratet und lebt in München.
Gerald Huber hat sich mit seinen Sendereihen und Veröffentlichungen zur bayerischen Kultur und Geschichte und mit seinen Beiträgen zur Etymologie von Begriffen der Bairischen Sprache einen Namen gemacht. Er tritt als Vortragsredner und mit unterhaltsamen Bühnenprogrammen in Bayern und darüber hinaus auf. Bühnenpartner sind dabei unter anderem die Akkordeonistin Maria Reiter oder das Landshuter Alte-Musik-Ensemble Ballo nobile.
Für seine Bairische Wortkunde erhielt Huber 2009 zusammen mit Marcus H. Rosenmüller und Traudi Siferlinger die Tassilo-Medaille des Fördervereins Bayerische Sprache und Dialekte e.V., sowie 2010 den Johann-Andreas-Schmeller-Preis. Ebenfalls 2010 wurde er Mitglied der Münchner Turmschreiber. Vom Jahr 2000 an engagierte er sich in verschiedenen Rotary-Clubs und war 2017/18 Distriktberichterstatter.

## Veröffentlichungen (Auswahl)
- Und Tschüss! Eine kleine bairische Wortkunde 1 (CD), München 2004 (BRmedia)
- Lecker derbleckt. Eine kleine bairische Wortkunde 2 (CD), München 2005 (BRmedia)
- HunderProCent Deutsch. Eine kleine bairische Wortkunde 3 (CD), München 2006 (BRmedia)
- Kleine Geschichte Niederbayerns, 4. aktualisierte Auflage, Friedrich, Pustet Verlag, Regensburg 2022
- Von Fast-Tag bis Fast-Nacht. Eine kleine bairische Wortkunde 4 (CD), München 2007 (BRmedia)
- Lecker derbleckt. Eine kleine bairische Wortkunde, Societätsverlag, Frankfurt/Main 2008
- Ein Kind geborn. Ingolstädter Krippen aus vier Jahrhunderten, Schnell und Steiner, Regensburg 2008
- mit Harry Zdera: Landshut, Friedrich Pustet Verlag, Regensburg 2009
- Aufgemuckt und hingerieben. Eine kleine bairische Wortkunde 5 (CD), München 2010 (BRmedia)
- Rauhe Nächte, stille Tage. Eine bayerische Zeitreise zu den Wurzeln der Weihnacht, Societätsverlag, Frankfurt/Main 2010
- Die reichen Herzöge von Bayern-Landshut. Bayerns goldenes Jahrhundert, Friedrich Pustet Verlag, Regensburg 2013
- Hubers Bairische Wortkunde. Wissen woher Wörter kommen, Volk Verlag, München 2013, ISBN 978-3-86222-107-3.
- Konradin der letzte Staufer. Spiele der Macht, Friedrich Pustet Verlag, Regensburg 2018
- 12000 Jahre Weihnachten: Ursprünge eines Fests, Volk Verlag, München 2018, ISBN 978-3-86222-293-3